# Idiocerus cupido
Idiocerus cupido är en insektsart som beskrevs av George Willis Kirkaldy 1907. Idiocerus cupido ingår i släktet Idiocerus och familjen dvärgstritar. Inga underarter finns listade i Catalogue of Life.